# Jak se stal Matěj Cvrček doktorem
Jak se stal Matěj Cvrček doktorem je pohádka českého spisovatele a autora historických románů Václava Beneše Třebízského.

## Děj
Jakýsi Matěj Cvrček slouží se svou ženou u velice učeného a vzdělaného pána, který je doktorem. Matěj pana doktora obdivuje a o jeho činnost se velice zajímá, a tak se mu při jedné hostině svěří, že by se také rád stal doktorem. Doktor mu tedy půjčí pár knih, ze kterých Matěj Cvrček studuje. Matěj zapomíná na všechny své povinnosti, věnuje se jen svým studiím, a tak se brzy něčemu přiučí.
Jednou král z místního království vyhlásí, že se mu ztratil velice vzácný prsten a kdo by mu jej pomohl najít, že bude bohatě odměněn. Matěj se tedy ohlásí, král ho přijme a dá mu na jeho studie v hradu pokoj. Matěj tedy přemýšlí jak by ten prsten našel, ovšem všimne si, že by již měl být oběd, a zlobí se, že není. Tu k němu přijde sluha s obědem a Matěj zvolá: „A – tu jeden již“, a sluha se jak osika zatřese a jde svým druhům oznámit, že Cvrček již vypátral, že on se podílel na ukradení prstenu a mermomocí k němu již nechce, a tak s obědem pošle druhého zloděje. Jak ten přijde ke Cvrčkovi, Cvrček zvolá: „A – tu druhý“, a sluha hned uteče a řekne, ať jde ke Cvrčkovi s pečení třetí druh. Jak tento k němu přijde, Matěj zvolá: „A – tu třetí“, a ten se lekne a přizná se, že se svými dvěma kamarády prsten odcizil. Sluha Cvrčka podplatí a řekne, že se polepší, ať je jen nevyzradí. Cvrček slíbí a strčí prsten do volete krocana, který bude při hostině servírován. Král se Cvrčka zeptá, co zjistil a ten řekne, že se prsten skrývá v krocanově voleti a tak je krocanovi rozříznut krk a prsten je nalezen a Matěj bohatě odměněn.
Jednou měl král zase hostinu a pozval si tam okolní hrabata a těmto o Matěji Cvrčkovi vyprávěl. Ti nevěřili v jeho moudrost, a tak král k němu poslal posly, ať přijde a uhodne co je schováno v mísách, pod které něco schoval a sází se, že Matěj uhodne. Cvrček přijede a vůbec nemá tušení co se v mísách nachází a strachem se třese a beznadějně řekne si pro sebe: „Cvrčku--“, a král zajásá, že tam ten cvrček doopravdy je a Matěj je poctivě vyplacen a král sázku s hrabaty vyhrává.

## Filmová adaptace
- Jak se stal Matěj Cvrček doktorem – česká černobílá pohádka režisérky Věry Jordánové z roku 1966.[1][2][3]